# Eugène Dabit
Eugène Dabit (Parigi, 1898 – Sebastopoli, 1936) è stato un romanziere francese.
Romanziere attento alle problematiche del tempo, la sua narrativa fu caratterizzata da una vena felicemente populistica, che toccò i non pochi problemi sociali dell'epoca. Delle sue opere ricordiamo soprattutto: L'Hôtel du Nord (1929), Faubourgs de Paris (1933), L'île (1934) e Train de vies (1936).
È stata pubblicata anche la sua corrispondenza con Roger Martin du Gard (nel 1986, a cura di Pierre Bardel, in 2 voll. presso le Éditions du CNRS).
Louis-Ferdinand Céline gli ha dedicato il pamphlet Bagatelle per un massacro (1937).
Marcel Carné nel 1938 ha tratto il film Hôtel du Nord dal suo romanzo omonimo ed è diventato un film di culto.
Nel 1939 è uscito presso Gallimard un Hommage à Eugène Dabit con contributi, tra gli altri, di Marcel Arland, Claude Aveline, André Gide, Jean Giono, Jean Guéhenno, Max Jacob e Marcel Jouhandeau.
È sepolto al Cimitero di Père-Lachaise.

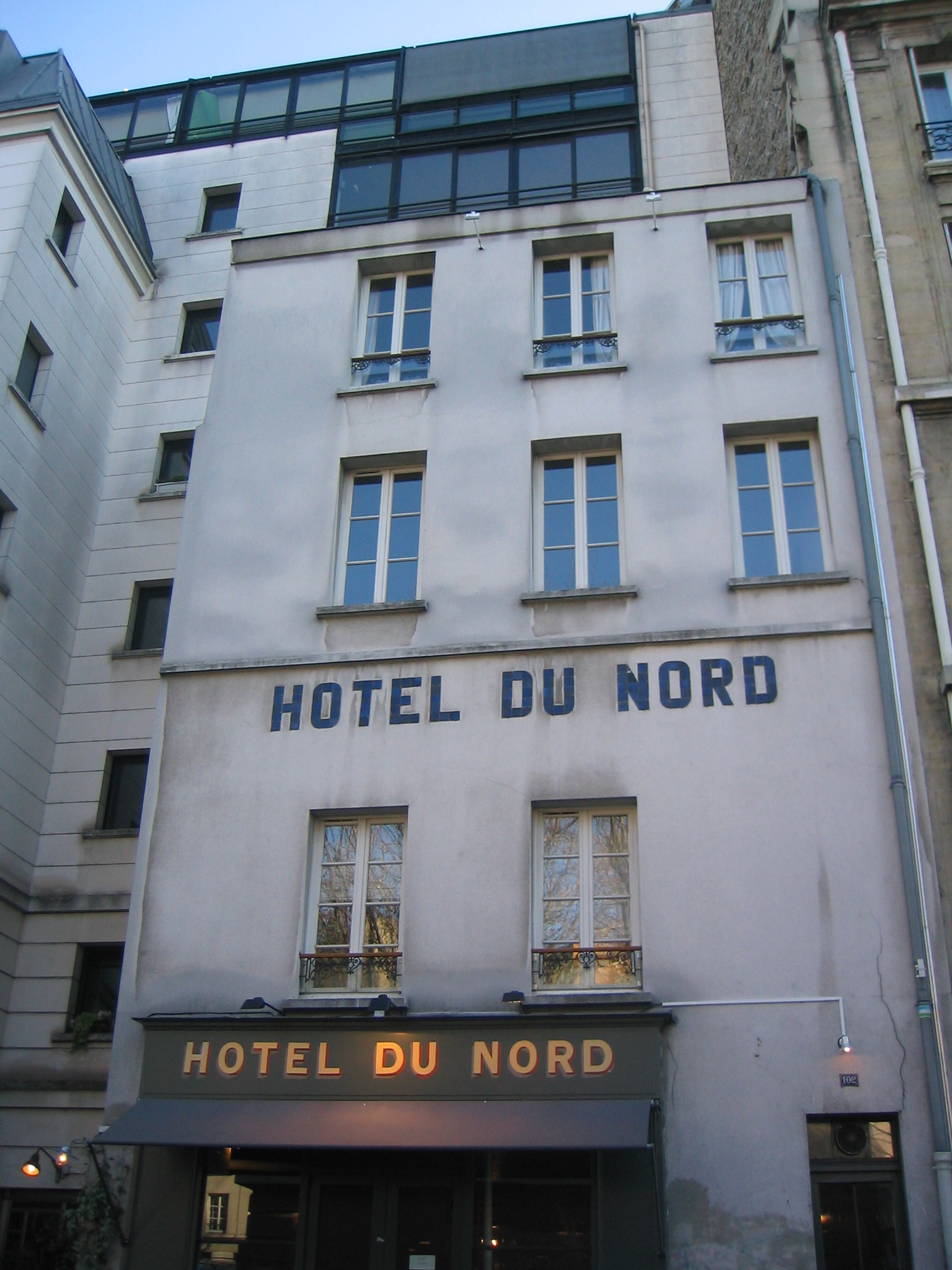
L'Hôtel du Nord a Parigi, esiste ancora oggi

## Opere
- Yvonne (1929 - inedito fino al. 2009)
- L'Hôtel du Nord (1929), trad. di Ezio D'Errico, L'albergo del Nord, Guanda, Parma 1941; Casini, Roma 1967; trad. Idolina Landolfi e Roberto Rossi, Garzanti, Milano 2002 (contiene anche Ville lumière) ISBN 88-11-66342-3
- Petit Louis (1930, ripubblicato nel 1988 con postfazione di Pierre-Edmond Robert)
- Villa Oasis ou Les faux bourgeois (1932)
- Faubourgs de Paris (1933)
- L'île (1934)
- Un mort tout neuf (1934)
- La zone verte (1935, ripubblicato nel 2009)
- Train de vies (1936)
- Les maîtres de la peinture espagnole: Le Greco - Velázquez (1937)
- Au Pont Tournant
- Le mal de vivre (insieme a Étrangères) (1937)
- Ville lumière
- Journal intime (1926-1938) (1939, ed. aumentata, 1989)
- L'aventude de Pierre Sermondade insieme con Une heure avec Eugène Dabit (2009)